# Bombastic (cântec)
„Bombastic” este un cântec a cântareței Americane Bonnie McKee extras de pe al doilea EP Bombastic (2015) ca primul single pe data de 26 mai 2015 în mod independent. Piesa a fost scrisă de McKee, Charlie Puth, Sean Walsh și Axident

## Videoclipul
Videoclipul oficial a piesei a fost regizat de către David Richardson si a fost lansat pe canalul ei oficial de vevo pe data de 26 mai 2015.

## Lista pieselor
- Digital download[1]

1. "Bombastic" — 3:22